# Port lotniczy Mare
Port lotniczy Maré (IATA: MEE, ICAO: NWWR) – port lotniczy zlokalizowany w miejscowości Maré (Nowa Kaledonia).

## Linie lotnicze i połączenia
| Linia Lotnicza | Kierunek                           |
| -------------- | ---------------------------------- |
| Air Calédonie  | 1. Lifou 2. Numea 3. Ouvea 4. Tiga |